# 埃及航空181號班機劫機事件
埃及航空181號班機劫機事件，是一架原定從亞歷山大國際機場飛往開羅國際機場的埃及航空空中巴士A320班機，於途中遭到劫持，改飛向拉納卡國際機場的事件。在劫持飞机7小时后，所有乘客和机组人员都被释放离开飞机，劫機者向警方投降最終被拘留，機上56名乘客與8名機組人員無人遇難。。而后确认劫机者为埃及人賽義夫·艾爾丁·穆斯塔法（Seif Eldin Mustafa）。

## 飛機
涉事飛機為一架機齡十二年的空中巴士A320-200型客機，註冊編號為SU-GCB。

## 外部連結
- Information on Flightaware.com （页面存档备份，存于）